# 新宿住友大厦
35°41′29″N 139°41′33″E / 35.69139°N 139.69250°E
新宿住友大厦（日语：新宿住友ビルディング）是日本东京都新宿区西新宿超高层建筑群中的一栋摩天大楼。於1974年完工，是亞洲第一座高度達200公尺以上的摩天大樓。

## 概要
新宿住友大厦由住友不动产投资兴建，简称为住友大厦，被昵称为草案或三角形。在新宿兴建此摩天大厦，许多企业成了租客，其中48楼到52楼（除了51楼）是餐馆，51楼则作为观景台而成了旅游景点。完成时曾是日本第一高楼，不过很快又被新宿三井大厦超越。此大厦落成以后，东京都各地、神奈川县、大阪府和爱知县不少高度超过200米的摩天大厦纷纷拔地而起。
天井中央地板层次，这是唯一的外设。
1984年动画『哥斯拉』，Super X战机在新宿住友大厦被哥斯拉辗过。
哆啦A梦大雄与铁人兵团中，镜子中的世界被破坏，其中包括新宿住友大厦。

## 開放商店
- 免费观景台（51楼）
- 住友三角街

## 前往方法
- 新宿站步行8分钟
- 大江户线都厅前站A6出口直达
- 丸之内线西新宿站步行6分钟
- 停车场（收费）

## 图片集

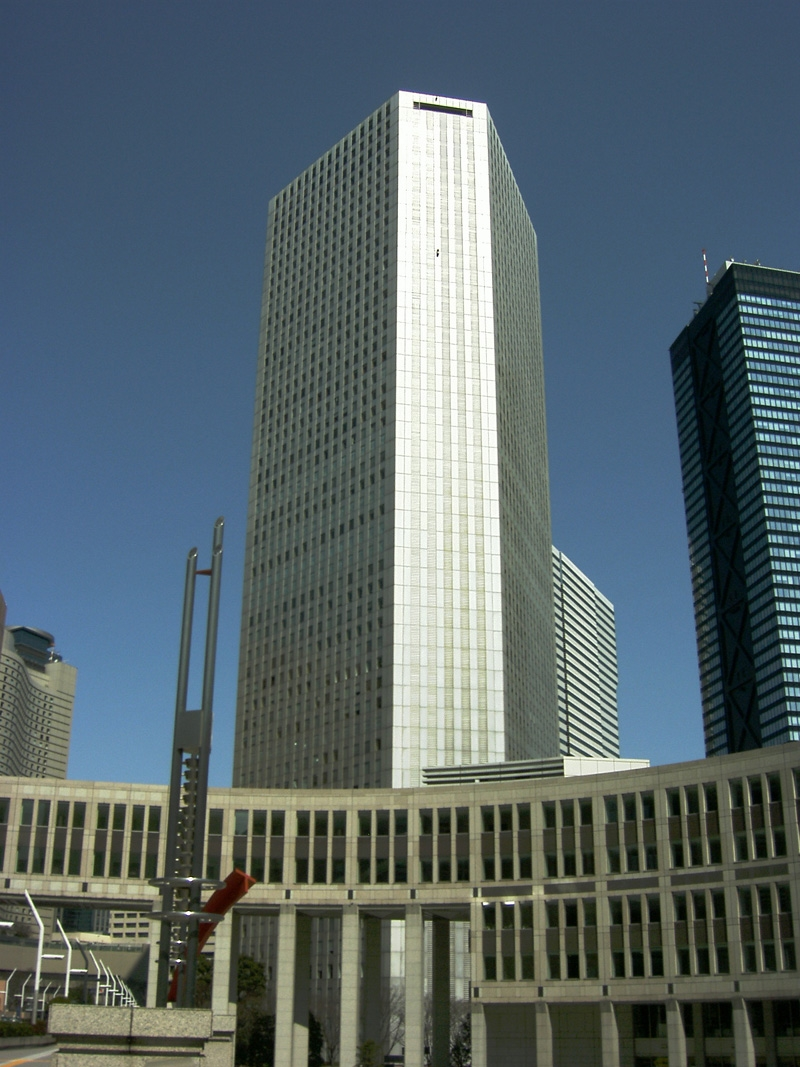
东京都议会前广场
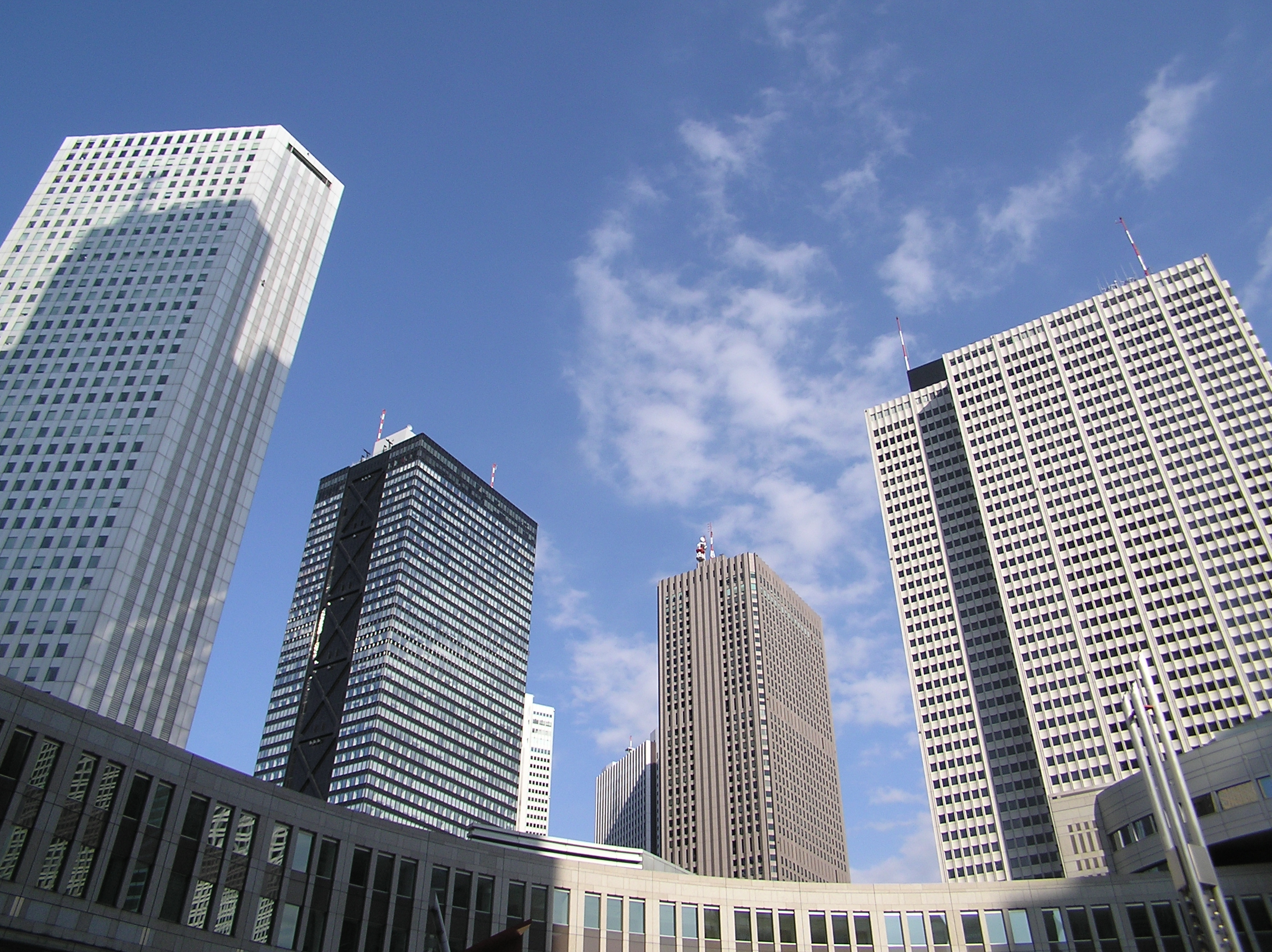
从邻近的都议会前仰望广场邻近的高层建筑，左侧为新宿住友大厦
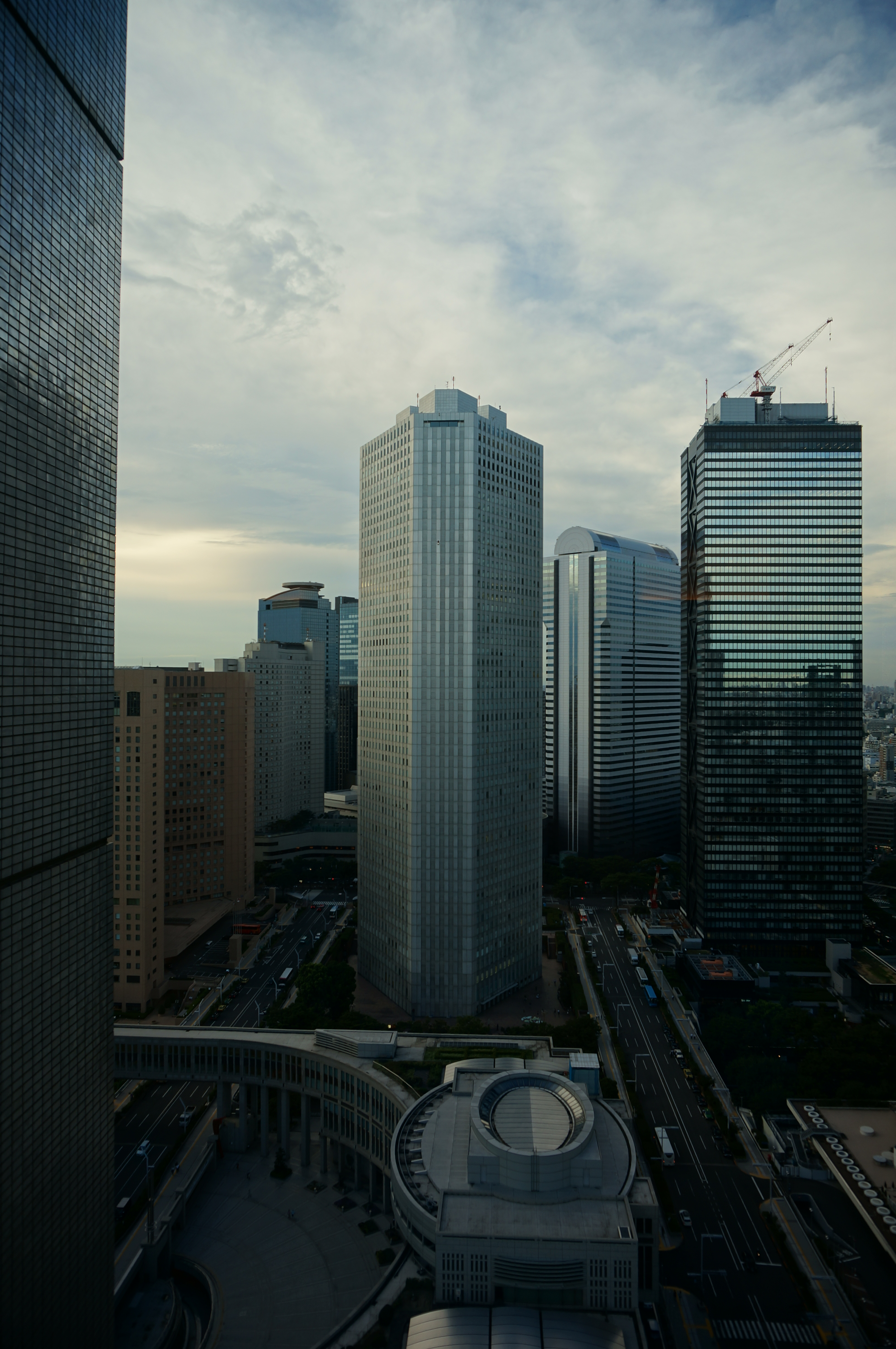
從新宿NS大廈眺望新宿住友大廈
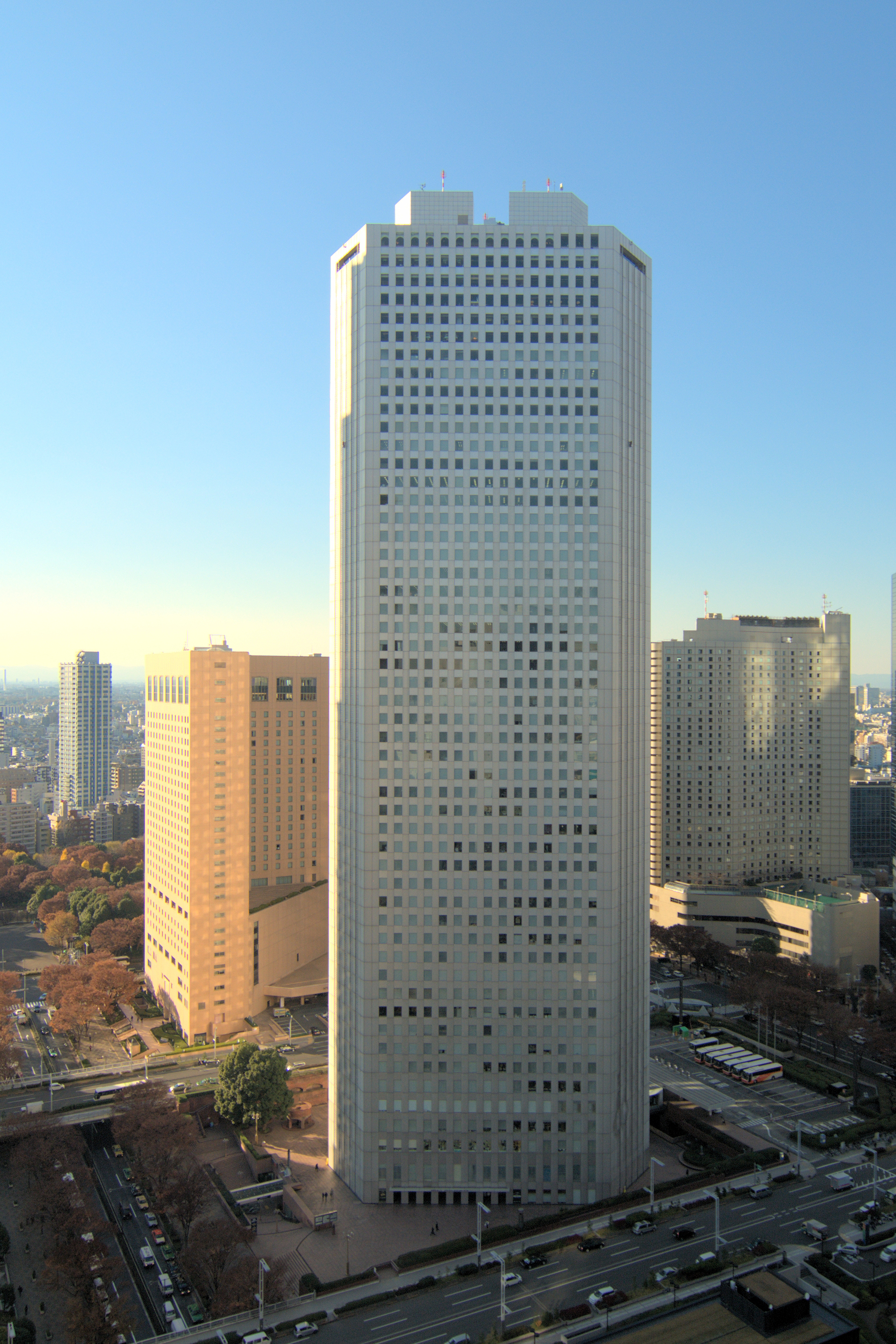
从京王广场酒店眺望新宿住友大厦